# Joyson Electronics
Die Ningbo Joyson Electronic Corporation (kurz: Joyson Electronics) (vormals: Liaoyuan Joyson Electronic Corporation) ist ein weltweit agierender Automobilzulieferer mit Hauptsitz in Ningbo in der Volksrepublik China. 
Es ist seit 2011 an der Börse von Shanghai notiert, verfügt über 70 Fabriken und Forschungsstätten in 30 Ländern. Produziert werden zum einen Elektronikbauteile wie Steuergeräte für Klimaanlagen, Bedieneinheiten für Infotainmentsysteme und Ladecontroller für Elektroautos. Daneben baut Joyson auch nichtelektronische Komponenten wie Lufteinlässe, Scheibenwaschanlagen und Lenkräder. Zu den Kunden gehören zahlreiche globale Autohersteller, darunter Mercedes-Benz, BMW, Audi, Volkswagen, General Motors und Ford.

## Geschichte
Joyson Electronics wurde im Jahr 2004 von Wang Jianfeng (Jeff Wang) gegründet, der auch Mehrheitsgesellschafter der Joyson Holding ist.
Seit 2011 erfolgten mehrere Unternehmenszukäufe im Ausland, darunter in Deutschland die Preh-Gruppe. Gemeinsam mit Preh hat Joyson Electronics 2016 die Automotive-Sparte von TechniSat (TS GmbH) übernommen, die heute (Stand 2024) in Deutschland unter dem Namen Joynext firmiert. Weitere Töchter in Deutschland sind die Robotikfirma IMA und der Lenkrad- und Zierteilehersteller QUIN. In den Vereinigten Staaten hat Joyson Electronics den Sicherheitstechnik-Hersteller Key Safety Systems mit Hauptsitz im Bundesstaat Michigan erworben, der unter anderem auch zwei Standorte in Deutschland (Raunheim und Oberpfaffenhofen) hat. Die KSS-Gruppe produziert beispielsweise Airbags, aktive Motorhauben, Umgebungssensoren (für Totwinkelwarner etc.) und Sicherheitsgurte.
Im Jahr 2017 unterzeichnete Joyson Electronics eine Vereinbarung zur Übernahme nahezu aller Vermögenswerte und operativen Geschäfte des insolventen japanischen Automobilzulieferers Takata (Hersteller von Airbags, Sicherheitsgurten und Lenkrädern) durch seine Tochter KSS. Dadurch wurde KSS zu einem Anbieter von Autosicherheitstechnik mit 60.000 Mitarbeitern in 23 Ländern.